# Regiunile Angliei
Regiunea este în momentul de față cel mai înalt nivel al diviziunilor administrative în Anglia. Actualmente există nouă regiuni fiecare conținând unul sau mai multe subdiviziuni de tip comitate.
Regiunile au fost create în 1994 în timpul guvernării lui John Major iar din 1999 sunt folosite ca și circumscripții electorale pentru alegerile pentru Parlamentul European și regiuni NUTS de nivel 1. Nevoia originală de a crea regiunile în Regatul Unit a fost datorată deciziei Uniunii Europene de a crea Regiunile Europei în urma Tratatului de la Maastricht. Actuala configurație datează din 1998 când au avut loc câteva modificări în regiunea North West.

## Puteri actuale
Puterile regiunilor sunt foarte limitate, neexistând o administrație regională aleasă cu excepția Londrei.
Fiecare regiune este condusă de către un reprezentant al guvernului, și există câteva instituții asociate, inclusiv o Agenție de Dezvoltare Regională și un consiliu. Deoarece nu există alegeri regionale, membrii autorităților sunt numiți de către fiecare comitat, autoritate unitară sau consiliu al burg-urilor constituente ale regiunii. În cazul Londrei, membruu Autorității Londrei Mari și Primarul Londrei sunt aleși prin vot public.
În viitorul apropiat se intenționează utilizarea regiunilor pentru coordonarea departamentelor de pompieri și a poliției. De asemenea, autoritatea de reglare în comunicații din Regatul Unit - Ofcom - a propus un plan de modificare a numerotării telefonice în funcție de regiune.

## Devoluție regională
Guvernul actual condus de Partidul Laburist a anunțat că dorește creștrea puterii administrative a administrațiilor regiunilor, ca parte a procesului de devoluție ce a condus la crearea adunărilor legislative din Scoția, Țara Galilor și Irlanda de Nord, ca parte a conceptului de Regiune Europeană. Din păcate această propunere a fost primită cu destul de multe critici din partea partidelor de opoziție și nu este sprjinită foarte mult de populație, un referendum din 2004 cu privire la crearea unui consiliu regional în regiunea North East eșuând cu peste 70% voturi negative.